# Boca Bacalar Chico
La Boca Bacalar Chico es un estrecho canal marítimo que separa el extremo sur de la costa caribeña de la península de Yucatán, en México, y el cabo Ambergris en Belice. 
Según el Tratado sobre Límites entre México y Honduras Británica firmado entre México y Gran Bretaña el 8 de julio de 1893, es el punto por donde comienza la Frontera entre Belice y México, la boca comunica el Mar Caribe y la Bahía de Chetumal.